# Ölvälling
Ölvälling finns på tetrapack att köpa i Malawi, där den kallas Chibuko, och tillverkas av 
SABMiller.

### Webbkällor
- Sveriges radios program kaliber 3 maj 2009; Alkoholmisär på export.